# Ин (фамилия)

Иероглифы кланов Ин

Ин (Ying) — несколько омонимичных (при передаче на русский язык) китайских фамилий. Вьетнамское произношение — Ынг (Ứng).
- 應/应 (Yīng) — «ответить»;
- 嬴 (Yíng) — «изобильный», клан основателей царства Цинь (778—207 до н. э.);
- 英 (Yīng) — «цветы».

## Известные Ин
- Ин, Шао 應劭 — учёный времён Восточной Хань и эпохи Саньго (Троецарствие), автор нескольких сочинений, в том числе Фэнсу Тунъи 風俗通義.
- Ин Ляньчжи (英斂之) (1867—1926) основатель старейшей в Китае газеты Да Гун Бао (кант.: Ta Kung Pao), сторонник интеграции конфуцианства и христианства, маньчжур.
- Ин, Чэн (应晨) (1961 г.р., уроженка г. Шанхай) — современная канадская писательница китайского происхождения, пишет на французском, кроме французского и китайского владеет также русским

- Ин, Руди (英如镝) (род. 1998) — китайский хоккеист.

## Другое
- Через 英 пишется Великобритания — 英国.